# Campeonato Mundial de Clubes
Este artículo recoge los clubes campeones del mundo (de iure), reconocidos por la FIFA.
Las tres competiciones que otorgan dicho título son la extinta Copa Intercontinental (1960–2004) y la actual Copa Mundial de Clubes (desde 2006) —incluyendo a su predecesor, el Campeonato Mundial de Clubes de la FIFA disputado en el 2000 y 2005—.
El Chelsea F. C. es el vigente campeón del mundo. 
Ocho ciudades tienen más de un club campeón mundial: Buenos Aires (Boca Juniors, River Plate y Vélez Sarsfield), Avellaneda (Racing Club e Independiente), Montevideo (Peñarol y Nacional), São Paulo (São Paulo y Corinthians), Porto Alegre (Grêmio e Internacional), Madrid (Real Madrid y Atlético de Madrid), Milán (Internazionale y Milan) y Mánchester (Manchester United y Manchester City).

## Historia
La primera competición reconocida por la Federación Internacional de Fútbol Asociado (FIFA), cuyo vencedor ostentaba el título oficial de campeón mundial, es la Copa Intercontinental —torneo interconfederativo disputado entre los clubes campeones de la Unión Europea de Asociaciones de Fútbol (UEFA) y la Confederación Sudamericana de Fútbol (Conmebol) desde 1960 hasta 2004—, como competición creada para definir al mejor equipo del mundo, al ser la Copa de Campeones Europeos y la Copa de Campeones de América. Confrontaba los equipos representativos de las dos confederaciones con mayor desarrollo deportivo tanto a nivel de clubes como de selecciones y las únicas competiciones confederativas existentes en todo el mundo, en el momento de su constitución. La FIFA, a pesar de no promover la unificación estadística con la actual Copa Mundial (en respecto a la historia de las competiciones), hizo oficial el título el 27 de octubre de 2017: tras el Consejo de la FIFA reunido en Calcuta, India, en el que se otorgó «a todos los clubes europeos y sudamericanos ganadores de las ediciones de la Copa Intercontinental disputadas entre 1960 y 2004, el título de campeones mundiales».
La FIFA introdujo en el año 2000 el "Campeonato Mundial de Clubes", competición que disputaban los clubes campeones de cada confederación, además del club campeón de liga del país anfitrión, aunque no se consolidó como torneo anual. Cinco años después y luego de haberse fusionado con la Copa Intercontinental, el torneo fue reestructurado y refundado como "Copa Mundial de Clubes", designando al club campeón del mundo y disputándose anualmente en el mes de diciembre desde 2005.

## Historial
| Edición                                 | Campeón                    | Resultado             | Subcampeón                 | Tercer puesto                        | Resultado                            | Cuarto puesto                        |  |
| Copa Intercontinental                   | Copa Intercontinental      | Copa Intercontinental | Copa Intercontinental      | Copa Intercontinental                | Copa Intercontinental                | Copa Intercontinental                |  |
| --------------------------------------- | -------------------------- | --------------------- | -------------------------- | ------------------------------------ | ------------------------------------ | ------------------------------------ |  |
| 1960                                    | Real Madrid C. F.          | 0-0, 5-1              | C. A. Peñarol              |                                      |                                      |                                      |  |
| 1961                                    | C. A. Peñarol              | 0-1, 5-0, 2-1         | S. L. Benfica              |                                      |                                      |                                      |  |
| 1962                                    | Santos F. C.               | 3-2, 5-2              | S. L. Benfica              |                                      |                                      |                                      |  |
| 1963                                    | Santos F. C.               | 2-4, 4-2, 1-0         | A. C. Milan                |                                      |                                      |                                      |  |
| 1964                                    | F. C. Internazionale       | 0-1, 2-0, 1-0         | C. A. Independiente        |                                      |                                      |                                      |  |
| 1965                                    | F. C. Internazionale       | 3-0, 0-0              | C. A. Independiente        |                                      |                                      |                                      |  |
| 1966                                    | C. A. Peñarol              | 2-0, 2-0              | Real Madrid C. F.          |                                      |                                      |                                      |  |
| 1967                                    | Racing Club                | 0-1, 2-1, 1-0         | Celtic F. C.               |                                      |                                      |                                      |  |
| 1968                                    | C. Estudiantes de La Plata | 1-0, 1-1              | Manchester United F. C.    |                                      |                                      |                                      |  |
| 1969                                    | A. C. Milan                | 3-0, 1-2              | C. Estudiantes de La Plata |                                      |                                      |                                      |  |
| 1970                                    | Feyenoord Rotterdam        | 2-2, 1-0              | C. Estudiantes de La Plata |                                      |                                      |                                      |  |
| 1971                                    | C. Nacional de F.          | 1-1, 2-1              | Panathinaïkós A. O.        |                                      |                                      |                                      |  |
| 1972                                    | A. F. C. Ajax              | 1-1, 3-0              | C. A. Independiente        |                                      |                                      |                                      |  |
| 1973                                    | C. A. Independiente        | 1-0                   | Juventus F. C.             |                                      |                                      |                                      |  |
| 1974                                    | C. Atlético de Madrid      | 0-1, 2-0              | C. A. Independiente        |                                      |                                      |                                      |  |
| 1975                                    | No disputada               | No disputada          | No disputada               |                                      |                                      |                                      |  |
| 1976                                    | F. C. Bayern Múnich        | 2-0, 0-0              | Cruzeiro E. C.             |                                      |                                      |                                      |  |
| 1977                                    | C. A. Boca Juniors         | 2-2, 3-0              | Borussia Mönchengladbach   |                                      |                                      |                                      |  |
| 1978                                    | No disputada               | No disputada          | No disputada               |                                      |                                      |                                      |  |
| 1979                                    | C. Olimpia                 | 1-0, 2-1              | Malmö F.F.                 |                                      |                                      |                                      |  |
| 1980                                    | C. Nacional de F.          | 1-0                   | Nottingham Forest F. C.    |                                      |                                      |                                      |  |
| 1981                                    | C. R. Flamengo             | 3-0                   | Liverpool F. C.            |                                      |                                      |                                      |  |
| 1982                                    | C. A. Peñarol              | 2-0                   | Aston Villa F. C.          |                                      |                                      |                                      |  |
| 1983                                    | Grêmio F. B. P. A.         | 2-1 (pró.)            | Hamburgo S.V.              |                                      |                                      |                                      |  |
| 1984                                    | C. A. Independiente        | 1-0                   | Liverpool F. C.            |                                      |                                      |                                      |  |
| 1985                                    | Juventus F. C.             | 2-2 (pró.) (4-2 pen.) | A. A. Argentinos Juniors   |                                      |                                      |                                      |  |
| 1986                                    | C. A. River Plate          | 1-0                   | F. C. Steaua Bucureşti     |                                      |                                      |                                      |  |
| 1987                                    | F. C. Porto                | 2-1 (pró.)            | C. A. Peñarol              |                                      |                                      |                                      |  |
| 1988                                    | C. Nacional de F.          | 2-2 (pró.) (7-6 pen.) | P.S.V. Eindhoven           |                                      |                                      |                                      |  |
| 1989                                    | A. C. Milan                | 1-0 (pró.)            | Atlético Nacional          |                                      |                                      |                                      |  |
| 1990                                    | A. C. Milan                | 3-0                   | C. Olimpia                 |                                      |                                      |                                      |  |
| 1991                                    | Estrella Roja de Belgrado  | 3-0                   | C.S.D. Colo-Colo           |                                      |                                      |                                      |  |
| 1992                                    | São Paulo F. C.            | 2-1                   | F. C. Barcelona            |                                      |                                      |                                      |  |
| 1993                                    | São Paulo F. C.            | 3-2                   | A. C. Milan                |                                      |                                      |                                      |  |
| 1994                                    | C. A. Vélez Sarsfield      | 2-0                   | A. C. Milan                |                                      |                                      |                                      |  |
| 1995                                    | A. F. C. Ajax              | 0-0 (pró.) (4-3 pen.) | Grêmio F. B. P. A.         |                                      |                                      |                                      |  |
| 1996                                    | Juventus F. C.             | 1-0                   | C. A. River Plate          |                                      |                                      |                                      |  |
| 1997                                    | B.V. Borussia Dortmund     | 2-0                   | Cruzeiro E. C.             |                                      |                                      |                                      |  |
| 1998                                    | Real Madrid C. F.          | 2-1                   | C. R. Vasco da Gama        |                                      |                                      |                                      |  |
| 1999                                    | Manchester United F. C.    | 1-0                   | S.E. Palmeiras             |                                      |                                      |                                      |  |
| 2000                                    | C. A. Boca Juniors         | 2-1                   | Real Madrid C. F.          |                                      |                                      |                                      |  |
| 2001                                    | F. C. Bayern Múnich        | 1-0 (pró.)            | C. A. Boca Juniors         |                                      |                                      |                                      |  |
| 2002                                    | Real Madrid C. F.          | 2-0                   | C. Olimpia                 |                                      |                                      |                                      |  |
| 2003                                    | C. A. Boca Juniors         | 1-1 (pró.) (3-1 pen.) | A. C. Milan                |                                      |                                      |                                      |  |
| 2004                                    | F. C. Porto                | 0-0 (pró.) (8-7 pen.) | Once Caldas S. A.          |                                      |                                      |                                      |  |
| Campeonato Mundial de Clubes de la FIFA |                            |                       |                            |                                      |                                      |                                      |  |
| 2000                                    | S. C. Corinthians          | 0–0 (pró.) (4-3 p.)   | C. R. Vasco da Gama        | Club Necaxa                          | 1–1 (pró.) (4-3 p.)                  | Real Madrid C. F.                    |  |
| 2001                                    | Cancelada                  | Cancelada             | Cancelada                  |                                      |                                      |                                      |  |
| Copa Mundial de Clubes de la FIFA       |                            |                       |                            |                                      |                                      |                                      |  |
| 2005                                    | São Paulo F. C.            | 1–0                   | Liverpool F. C.            | Deportivo Saprissa                   | 3–2                                  | Al-Ittihad Jeddah                    |  |
| 2006                                    | S. C. Internacional        | 1–0                   | F. C. Barcelona            | Al Ahly S. C.                        | 2–1                                  | C. F. América                        |  |
| 2007                                    | A. C. Milan                | 4–2                   | C. A. Boca Juniors         | Urawa Red Diamonds                   | 2–2 (4-2 p.)                         | Étoile S. S.                         |  |
| 2008                                    | Manchester United F. C.    | 1–0                   | L. D. U. de Quito          | Gamba Osaka                          | 1–0                                  | C. F. Pachuca                        |  |
| 2009                                    | F. C. Barcelona            | 2–1 (pró.)            | C. Estudiantes de La Plata | F. C. Pohang Steelers                | 1–1 (4-3 p.)                         | C. F. Atlante                        |  |
| 2010                                    | F. C. Internazionale       | 3–0                   | T. P. Mazembe              | S. C. Internacional                  | 4–2                                  | Seongnam F. C.                       |  |
| 2011                                    | F. C. Barcelona            | 4–0                   | Santos F. C.               | Al-Sadd S. C.                        | 0–0 (5-3 p.)                         | Kashiwa Reysol                       |  |
| 2012                                    | S. C. Corinthians          | 1–0                   | Chelsea F. C.              | C. F. Monterrey                      | 2–0                                  | Al Ahly S. C.                        |  |
| 2013                                    | F. C. Bayern               | 2–0                   | Raja Casablanca            | Atlético Mineiro                     | 3–2                                  | Guangzhou Evergrande F. C.           |  |
| 2014                                    | Real Madrid C. F.          | 2–0                   | C. A. San Lorenzo          | Auckland City F. C.                  | 1–1 (4-2 p.)                         | Cruz Azul F. C.                      |  |
| 2015                                    | F. C. Barcelona            | 3–0                   | C. A. River Plate          | Sanfrecce Hiroshima                  | 2–1                                  | Guangzhou Evergrande F. C.           |  |
| 2016                                    | Real Madrid C. F.          | 4–2 (pró.)            | Kashima Antlers F. C.      | Atlético Nacional                    | 2–2 (4-3 p.)                         | C. F. América                        |  |
| 2017                                    | Real Madrid C. F.          | 1–0                   | Grêmio F. P. A.            | C. F. Pachuca                        | 4–1                                  | Al-Jazira S. C.                      |  |
| 2018                                    | Real Madrid C. F.          | 4–1                   | Al-Ain F. C.               | C. A. River Plate                    | 4–0                                  | Kashima Antlers F. C.                |  |
| 2019                                    | Liverpool F. C.            | 1–0 (pró.)            | C. R. Flamengo             | C. F. Monterrey                      | 2–2 (4-3 p.)                         | Al-Hilal Saudí F. C.                 |  |
| 2020                                    | F. C. Bayern               | 1–0                   | C. F. Tigres de la UANL    | Al-Ahly S. C.                        | 0–0 (3-2 p.)                         | S. E. Palmeiras                      |  |
| 2021                                    | Chelsea F. C.              | 2–1 (pró.)            | S. E. Palmeiras            | Al-Ahly S. C.                        | 4–0                                  | Al-Hilal Saudí F. C.                 |  |
| 2022                                    | Real Madrid C. F.          | 5–3                   | Al-Hilal Saudí F. C.       | C. R. Flamengo                       | 4–2                                  | Al-Ahly S. C.                        |  |
| 2023                                    | Manchester City F. C.      | 4–0                   | Fluminense F. C.           | Al-Ahly S. C.                        | 4–2                                  | Urawa Red Diamonds                   |  |
| 2025                                    | Chelsea F. C.              | 3–0                   | Paris Saint-Germain F. C.  | Fluminense F. C. y Real Madrid C. F. | Fluminense F. C. y Real Madrid C. F. | Fluminense F. C. y Real Madrid C. F. |  |

Nota: La segunda edición del campeonato, organizado para ser disputado en España, fue cancelada al igual que las ediciones posteriores hasta 2004.

## Palmarés
| Club                         | Campeón                                            | Subcampeón                 |
| ---------------------------- | -------------------------------------------------- | -------------------------- |
| Real Madrid C. F.            | 8 (1960, 1998, 2002, 2014, 2016, 2017, 2018, 2022) | 2 (1966, 2000)             |
| A. C. Milan                  | 4 (1969, 1989, 1990, 2007)                         | 4 (1963, 1993, 1994, 2003) |
| F. C. Bayern                 | 4 (1976, 2001, 2013, 2020)                         | –                          |
| C. A. Peñarol                | 3 (1961, 1966, 1982)                               | 2 (1960, 1987)             |
| C. A. Boca Juniors           | 3 (1977, 2000, 2003)                               | 2 (2001, 2007)             |
| F. C. Barcelona              | 3 (2009, 2011, 2015)                               | 2 (1992, 2006)             |
| F. C. Internazionale         | 3 (1964, 1965, 2010)                               | –                          |
| C. Nacional de F.            | 3 (1971, 1980, 1988)                               | –                          |
| São Paulo F. C.              | 3 (1992, 1993, 2005)                               | –                          |
| C. A. Independiente          | 2 (1973, 1984)                                     | 4 (1964, 1965, 1972, 1974) |
| Santos F. C.                 | 2 (1962, 1963)                                     | 1 (2011)                   |
| Juventus F. C.               | 2 (1985, 1996)                                     | 1 (1973)                   |
| Manchester United F. C.      | 2 (1999, 2008)                                     | 1 (1968)                   |
| Chelsea F. C.                | 2 (2021, 2025)                                     | 1 (2012)                   |
| A. F. C. Ajax                | 2 (1972, 1995)                                     | –                          |
| F. C. Porto                  | 2 (1987, 2004)                                     | –                          |
| S. C. Corinthians            | 2 (2000, 2012)                                     | –                          |
| C. Estudiantes de La Plata   | 1 (1968)                                           | 3 (1969, 1970, 2009)       |
| Liverpool F. C.              | 1 (2019)                                           | 3 (1981, 1984, 2005)       |
| C. Olimpia                   | 1 (1979)                                           | 2 (1990, 2002)             |
| C. A. River Plate            | 1 (1986)                                           | 2 (1996, 2015)             |
| Grêmio F. B. P. A.           | 1 (1983)                                           | 2 (1995, 2017)             |
| C. R. Flamengo               | 1 (1981)                                           | 1 (2019)                   |
| Racing Club                  | 1 (1967)                                           | –                          |
| Feyenoord Rotterdam          | 1 (1970)                                           | –                          |
| C. Atlético de Madrid        | 1 (1974)                                           | –                          |
| Estrella Roja de Belgrado    | 1 (1991)                                           | –                          |
| C. A. Vélez Sarsfield        | 1 (1994)                                           | –                          |
| B. V. Borussia Dortmund      | 1 (1997)                                           | –                          |
| S. C. Internacional          | 1 (2006)                                           | –                          |
| Manchester City F. C.        | 1 (2023)                                           | –                          |
| S. L. Benfica                | –                                                  | 2 (1961, 1962)             |
| Cruzeiro E. C.               | –                                                  | 2 (1976, 1997)             |
| C. R. Vasco da Gama          | –                                                  | 2 (1998, 2000)             |
| S. E. Palmeiras              | –                                                  | 2 (1999, 2021)             |
| Celtic F. C.                 | –                                                  | 1 (1967)                   |
| Panathinaikós A. O.          | –                                                  | 1 (1971)                   |
| VfL Borussia Mönchengladbach | –                                                  | 1 (1977)                   |
| Malmö F. F.                  | –                                                  | 1 (1979)                   |
| Nottingham Forest F. C.      | –                                                  | 1 (1980)                   |
| Aston Villa F. C.            | –                                                  | 1 (1982)                   |
| Hamburgo S.V.                | –                                                  | 1 (1983)                   |
| A. A. Argentinos Juniors     | –                                                  | 1 (1985)                   |
| F. C. Steaua București       | –                                                  | 1 (1986)                   |
| Philips S. V.                | –                                                  | 1 (1988)                   |
| Atlético Nacional            | –                                                  | 1 (1989)                   |
| C. S. D. Colo-Colo           | –                                                  | 1 (1991)                   |
| Once Caldas S. A.            | –                                                  | 1 (2004)                   |
| L. D. U. de Quito            | –                                                  | 1 (2008)                   |
| T. P. Mazembe                | –                                                  | 1 (2010)                   |
| Raja C. A.                   | –                                                  | 1 (2013)                   |
| C. A. San Lorenzo            | –                                                  | 1 (2014)                   |
| Kashima Antlers F. C.        | –                                                  | 1 (2016)                   |
| Al-Ain F. C.                 | –                                                  | 1 (2018)                   |
| Tigres de la UANL            | –                                                  | 1 (2020)                   |
| Al-Hilal                     | –                                                  | 1 (2022)                   |
| Fluminense F. C.             | –                                                  | 1 (2023)                   |
| Paris Saint-Germain F. C.    | –                                                  | 1 (2025)                   |

#### Copa Intercontinental
| Títulos de la Copa Intercontinental (1960-2004) | Títulos de la Copa Intercontinental (1960-2004) | Títulos de la Copa Intercontinental (1960-2004) | Títulos de la Copa Intercontinental (1960-2004) | Títulos de la Copa Intercontinental (1960-2004) |
| --- | ----------------------------------------------- | ----------------------------------------------- | ----------------------------------------------- | ----------------------------------------------- |
| \| Club \| Campeón \| Subcampeón \| Años campeón \| \| ----------------------- \| ------- \| ---------- \| ---------------- \| \| Milan \| 3 \| 4 \| 1969, 1989, 1990 \| \| Peñarol \| 3 \| 2 \| 1961, 1966, 1982 \| \| Real Madrid \| 3 \| 2 \| 1960, 1998, 2002 \| \| Boca Juniors \| 3 \| 1 \| 1977, 2000, 2003 \| \| Nacional \| 3 \| 0 \| 1971, 1980, 1988 \| \| Independiente \| 2 \| 4 \| 1973, 1984 \| \| Juventus \| 2 \| 1 \| 1985, 1996 \| \| Santos \| 2 \| 0 \| 1962, 1963 \| \| Internazionale \| 2 \| 0 \| 1964, 1965 \| \| São Paulo \| 2 \| 0 \| 1992, 1993 \| \| Ajax Ámsterdam \| 2 \| 0 \| 1972, 1995 \| \| Bayern Múnich \| 2 \| 0 \| 1976, 2001 \| \| Porto \| 2 \| 0 \| 1987, 2004 \| \| Estudiantes de La Plata \| 1 \| 2 \| 1968 \| \| Olimpia \| 1 \| 2 \| 1979 \| \| Grêmio \| 1 \| 1 \| 1983 \| \| River Plate \| 1 \| 1 \| 1986 \| \| Manchester United \| 1 \| 1 \| 1999 \| \| Racing \| 1 \| 0 \| 1967 \| \| Feyenoord \| 1 \| 0 \| 1970 \| \| Atlético de Madrid \| 1 \| 0 \| 1974 \| \| Flamengo \| 1 \| 0 \| 1981 \| \| Estrella Roja \| 1 \| 0 \| 1991 \| \| Vélez Sarsfield \| 1 \| 0 \| 1994 \| \| Borussia Dortmund \| 1 \| 0 \| 1997 \| |                                                 |                                                 |                                                 |                                                 |
| Club | Campeón                                         | Subcampeón                                      | Años campeón                                    |                                                 |
| Milan | 3                                               | 4                                               | 1969, 1989, 1990                                |                                                 |
| Peñarol | 3                                               | 2                                               | 1961, 1966, 1982                                |                                                 |
| Real Madrid | 3                                               | 2                                               | 1960, 1998, 2002                                |                                                 |
| Boca Juniors | 3                                               | 1                                               | 1977, 2000, 2003                                |                                                 |
| Nacional | 3                                               | 0                                               | 1971, 1980, 1988                                |                                                 |
| Independiente | 2                                               | 4                                               | 1973, 1984                                      |                                                 |
| Juventus | 2                                               | 1                                               | 1985, 1996                                      |                                                 |
| Santos | 2                                               | 0                                               | 1962, 1963                                      |                                                 |
| Internazionale | 2                                               | 0                                               | 1964, 1965                                      |                                                 |
| São Paulo | 2                                               | 0                                               | 1992, 1993                                      |                                                 |
| Ajax Ámsterdam | 2                                               | 0                                               | 1972, 1995                                      |                                                 |
| Bayern Múnich | 2                                               | 0                                               | 1976, 2001                                      |                                                 |
| Porto | 2                                               | 0                                               | 1987, 2004                                      |                                                 |
| Estudiantes de La Plata | 1                                               | 2                                               | 1968                                            |                                                 |
| Olimpia | 1                                               | 2                                               | 1979                                            |                                                 |
| Grêmio | 1                                               | 1                                               | 1983                                            |                                                 |
| River Plate | 1                                               | 1                                               | 1986                                            |                                                 |
| Manchester United | 1                                               | 1                                               | 1999                                            |                                                 |
| Racing | 1                                               | 0                                               | 1967                                            |                                                 |
| Feyenoord | 1                                               | 0                                               | 1970                                            |                                                 |
| Atlético de Madrid | 1                                               | 0                                               | 1974                                            |                                                 |
| Flamengo | 1                                               | 0                                               | 1981                                            |                                                 |
| Estrella Roja | 1                                               | 0                                               | 1991                                            |                                                 |
| Vélez Sarsfield | 1                                               | 0                                               | 1994                                            |                                                 |
| Borussia Dortmund | 1                                               | 0                                               | 1997                                            |                                                 |

#### Copa Mundial de Clubes
| Títulos de la Copa Mundial de Clubes de la FIFA (desde 2000) | Títulos de la Copa Mundial de Clubes de la FIFA (desde 2000) | Títulos de la Copa Mundial de Clubes de la FIFA (desde 2000) | Títulos de la Copa Mundial de Clubes de la FIFA (desde 2000) | Títulos de la Copa Mundial de Clubes de la FIFA (desde 2000) |
| --- | ------------------------------------------------------------ | ------------------------------------------------------------ | ------------------------------------------------------------ | ------------------------------------------------------------ |
| \| Club \| Campeón \| Subcampeón \| Tercer lugar \| Cuarto lugar \| \| ------------------------- \| -------------------------------- \| ---------- \| -------------------------- \| -------------- \| \| Real Madrid \| 5 (2014, 2016, 2017, 2018, 2022) \| \| 1 (2025) \| 1 (2000) \| \| Barcelona \| 3 (2009, 2011, 2015) \| 1 (2006) \| \| \| \| Chelsea \| 2 (2021, 2025) \| 1 (2012) \| \| \| \| Corinthians \| 2 (2000, 2012) \| \| \| \| \| Bayern Múnich \| 2 (2013, 2020) \| \| \| \| \| Liverpool \| 1 (2019) \| 1 (2005) \| \| \| \| Internacional \| 1 (2006) \| \| 1 (2010) \| \| \| São Paulo \| 1 (2005) \| \| \| \| \| Milan \| 1 (2007) \| \| \| \| \| Manchester United \| 1 (2008) \| \| \| \| \| Internazionale \| 1 (2010) \| \| \| \| \| Manchester City \| 1 (2023) \| \| \| \| \| River Plate \| \| 1 (2015) \| 1 (2018) \| \| \| Flamengo \| \| 1 (2019) \| 1 (2022) \| \| \| Fluminense \| \| 1 (2023) \| 1 (2025) \| \| \| Al-Hilal Saudi \| \| 1 (2022) \| \| 2 (2019, 2021) \| \| Kashima Antlers \| \| 1 (2016) \| \| 1 (2018) \| \| S. E. Palmeiras \| \| 1 (2021) \| \| 1 (2020) \| \| Vasco da Gama \| \| 1 (2000) \| \| \| \| Boca Juniors \| \| 1 (2007) \| \| \| \| Liga de Quito \| \| 1 (2008) \| \| \| \| Estudiantes de La Plata \| \| 1 (2009) \| \| \| \| Mazembe \| \| 1 (2010) \| \| \| \| Santos \| \| 1 (2011) \| \| \| \| Raja Casablanca \| \| 1 (2013) \| \| \| \| San Lorenzo \| \| 1 (2014) \| \| \| \| Grêmio \| \| 1 (2017) \| \| \| \| Al-Ain \| \| 1 (2018) \| \| \| \| Tigres de la UANL \| \| 1 (2020) \| \| \| \| Paris Saint-Germain F. C. \| \| 1 (2025) \| \| \| \| Al-Ahly \| \| \| 4 (2006, 2020, 2021, 2023) \| 2 (2012, 2022) \| \| Monterrey \| \| \| 2 (2012, 2019) \| \| \| Pachuca \| \| \| 1 (2017) \| 1 (2008) \| \| Urawa Red Diamonds \| \| \| 1 (2007) \| 1 (2023) \| \| Necaxa \| \| \| 1 (2000) \| \| \| Deportivo Saprissa \| \| \| 1 (2005) \| \| \| Gamba Osaka \| \| \| 1 (2008) \| \| \| Pohang Steelers \| \| \| 1 (2009) \| \| \| Al-Sadd \| \| \| 1 (2011) \| \| \| Atlético Mineiro \| \| \| 1 (2013) \| \| \| Auckland City \| \| \| 1 (2014) \| \| \| Sanfrecce Hiroshima \| \| \| 1 (2015) \| \| \| Atlético Nacional \| \| \| 1 (2016) \| \| \| Guangzhou Evergrande \| \| \| \| 2 (2013, 2015) \| \| América \| \| \| \| 2 (2006, 2016) \| \| Al-Ittihad \| \| \| \| 1 (2005) \| \| Étoile du Sahel \| \| \| \| 1 (2007) \| \| Atlante \| \| \| \| 1 (2009) \| \| Seongnam Ilhwa \| \| \| \| 1 (2010) \| \| Kashiwa Reysol \| \| \| \| 1 (2011) \| \| Cruz Azul \| \| \| \| 1 (2014) \| \| Al-Jazira \| \| \| \| 1 (2019) \| |                                                              |                                                              |                                                              |                                                              |
| Club | Campeón                                                      | Subcampeón                                                   | Tercer lugar                                                 | Cuarto lugar                                                 |
| Real Madrid | 5 (2014, 2016, 2017, 2018, 2022)                             |                                                              | 1 (2025)                                                     | 1 (2000)                                                     |
| Barcelona | 3 (2009, 2011, 2015)                                         | 1 (2006)                                                     |                                                              |                                                              |
| Chelsea | 2 (2021, 2025)                                               | 1 (2012)                                                     |                                                              |                                                              |
| Corinthians | 2 (2000, 2012)                                               |                                                              |                                                              |                                                              |
| Bayern Múnich | 2 (2013, 2020)                                               |                                                              |                                                              |                                                              |
| Liverpool | 1 (2019)                                                     | 1 (2005)                                                     |                                                              |                                                              |
| Internacional | 1 (2006)                                                     |                                                              | 1 (2010)                                                     |                                                              |
| São Paulo | 1 (2005)                                                     |                                                              |                                                              |                                                              |
| Milan | 1 (2007)                                                     |                                                              |                                                              |                                                              |
| Manchester United | 1 (2008)                                                     |                                                              |                                                              |                                                              |
| Internazionale | 1 (2010)                                                     |                                                              |                                                              |                                                              |
| Manchester City | 1 (2023)                                                     |                                                              |                                                              |                                                              |
| River Plate |                                                              | 1 (2015)                                                     | 1 (2018)                                                     |                                                              |
| Flamengo |                                                              | 1 (2019)                                                     | 1 (2022)                                                     |                                                              |
| Fluminense |                                                              | 1 (2023)                                                     | 1 (2025)                                                     |                                                              |
| Al-Hilal Saudi |                                                              | 1 (2022)                                                     |                                                              | 2 (2019, 2021)                                               |
| Kashima Antlers |                                                              | 1 (2016)                                                     |                                                              | 1 (2018)                                                     |
| S. E. Palmeiras |                                                              | 1 (2021)                                                     |                                                              | 1 (2020)                                                     |
| Vasco da Gama |                                                              | 1 (2000)                                                     |                                                              |                                                              |
| Boca Juniors |                                                              | 1 (2007)                                                     |                                                              |                                                              |
| Liga de Quito |                                                              | 1 (2008)                                                     |                                                              |                                                              |
| Estudiantes de La Plata |                                                              | 1 (2009)                                                     |                                                              |                                                              |
| Mazembe |                                                              | 1 (2010)                                                     |                                                              |                                                              |
| Santos |                                                              | 1 (2011)                                                     |                                                              |                                                              |
| Raja Casablanca |                                                              | 1 (2013)                                                     |                                                              |                                                              |
| San Lorenzo |                                                              | 1 (2014)                                                     |                                                              |                                                              |
| Grêmio |                                                              | 1 (2017)                                                     |                                                              |                                                              |
| Al-Ain |                                                              | 1 (2018)                                                     |                                                              |                                                              |
| Tigres de la UANL |                                                              | 1 (2020)                                                     |                                                              |                                                              |
| Paris Saint-Germain F. C. |                                                              | 1 (2025)                                                     |                                                              |                                                              |
| Al-Ahly |                                                              |                                                              | 4 (2006, 2020, 2021, 2023)                                   | 2 (2012, 2022)                                               |
| Monterrey |                                                              |                                                              | 2 (2012, 2019)                                               |                                                              |
| Pachuca |                                                              |                                                              | 1 (2017)                                                     | 1 (2008)                                                     |
| Urawa Red Diamonds |                                                              |                                                              | 1 (2007)                                                     | 1 (2023)                                                     |
| Necaxa |                                                              |                                                              | 1 (2000)                                                     |                                                              |
| Deportivo Saprissa |                                                              |                                                              | 1 (2005)                                                     |                                                              |
| Gamba Osaka |                                                              |                                                              | 1 (2008)                                                     |                                                              |
| Pohang Steelers |                                                              |                                                              | 1 (2009)                                                     |                                                              |
| Al-Sadd |                                                              |                                                              | 1 (2011)                                                     |                                                              |
| Atlético Mineiro |                                                              |                                                              | 1 (2013)                                                     |                                                              |
| Auckland City |                                                              |                                                              | 1 (2014)                                                     |                                                              |
| Sanfrecce Hiroshima |                                                              |                                                              | 1 (2015)                                                     |                                                              |
| Atlético Nacional |                                                              |                                                              | 1 (2016)                                                     |                                                              |
| Guangzhou Evergrande |                                                              |                                                              |                                                              | 2 (2013, 2015)                                               |
| América |                                                              |                                                              |                                                              | 2 (2006, 2016)                                               |
| Al-Ittihad |                                                              |                                                              |                                                              | 1 (2005)                                                     |
| Étoile du Sahel |                                                              |                                                              |                                                              | 1 (2007)                                                     |
| Atlante |                                                              |                                                              |                                                              | 1 (2009)                                                     |
| Seongnam Ilhwa |                                                              |                                                              |                                                              | 1 (2010)                                                     |
| Kashiwa Reysol |                                                              |                                                              |                                                              | 1 (2011)                                                     |
| Cruz Azul |                                                              |                                                              |                                                              | 1 (2014)                                                     |
| Al-Jazira |                                                              |                                                              |                                                              | 1 (2019)                                                     |

### Títulos por país
| País                            | Títulos | Subcamp. |
| ------------------------------- | ------- | -------- |
| España                          | 12      | 4        |
| Brasil                          | 10      | 11       |
| Argentina                       | 9       | 13       |
| Italia                          | 9       | 5        |
| Inglaterra                      | 6       | 7        |
| Uruguay                         | 6       | 2        |
| Alemania                        | 5       | 2        |
| Países Bajos                    | 3       | 1        |
| Portugal                        | 2       | 2        |
| Paraguay                        | 1       | 2        |
| Serbia                          | 1       | 0        |
| Colombia                        | 0       | 2        |
| México                          | 0       | 1        |
| Escocia                         | 0       | 1        |
| Grecia                          | 0       | 1        |
| Suecia                          | 0       | 1        |
| Rumania                         | 0       | 1        |
| Chile                           | 0       | 1        |
| Ecuador                         | 0       | 1        |
| República Democrática del Congo | 0       | 1        |
| Marruecos                       | 0       | 1        |
| Japón                           | 0       | 1        |
| EAU                             | 0       | 1        |
| Arabia Saudita                  | 0       | 1        |
| Francia                         | 0       | 1        |

### Títulos por confederación
| Confederación                | Títulos | Subcamp. |
| ---------------------------- | ------- | -------- |
| UEFA (Europa)                | 38      | 26       |
| Conmebol (América del Sur)   | 26      | 32       |
| AFC (Asia)                   | 0       | 3        |
| CAF (África)                 | 0       | 2        |
| Concacaf (América del Norte) | 0       | 1        |

## Estadísticas

### Títulos
- Toni Kroos es el jugador con más títulos en este torneo con 6, obteniendo 5 de ellos con el Real Madrid (2014, 2016, 2017, 2018, 2022) y 1 con el Bayern de Múnich (2013).[12]
- Santiago Solari es el único jugador en disputar los torneos intercontinentales con clubes de 3 confederaciones diferentes: C. A. River Plate (Conmebol), Real Madrid C. F. (UEFA) y Atlante F. C. (Concacaf).[13]

### Tabla acumulada de goleadores históricos
Nota: Contabilizados los partidos y goles en rondas preliminares. 
| Pos. | Jugador              | G. | Part. | Prom. | Debut | (Club)                    | Otros clubes                         |
| ---- | -------------------- | -- | ----- | ----- | ----- | ------------------------- | ------------------------------------ |
| 1    | Pelé                 | 7  | 3     | 2.33  | 1962  | Santos F. C.              |                                      |
| 2    | Cristiano Ronaldo    | 7  | 8     | 0.88  | 2008  | Manchester United F. C.   | Real Madrid C. F.                    |
| 3    | Gareth Bale          | 6  | 6     | 1.00  | 2014  | Real Madrid C. F.         |                                      |
| 4    | Luis Suárez          | 6  | 6     | 1.00  | 2015  | F. C. Barcelona           | Inter de Miami                       |
| 5    | Alberto Spencer      | 6  | 7     | 0.86  | 1960  | C. A. Peñarol             |                                      |
| 6    | Lionel Messi         | 6  | 9     | 0.67  | 2009  | F. C. Barcelona           | Inter de Miami                       |
| 7    | Karim Benzema        | 6  | 11    | 0.55  | 2014  | Real Madrid C. F.         | Al-Ittihad S. A. C.                  |
| 8    | César Delgado        | 5  | 6     | 0.83  | 2011  | C. F. Monterrey           |                                      |
| 9    | Federico Valverde    | 5  | 9     | 0.56  | 2022  | Real Madrid C. F.         |                                      |
| 10   | Vinícius Júnior      | 5  | 10    | 0.50  | 2018  | Real Madrid C. F.         |                                      |
| 11   | Salem Al-Dawsari     | 5  | 12    | 0.42  | 2019  | Al-Hilal Saudi F. C.      |                                      |
| 12   | Denílson Martins     | 4  | 3     | 1.33  | 2009  | F. C. Pohang Steelers     |                                      |
| 13   | Ángel Di María       | 4  | 4     | 1.00  | 2025  | S. L. Benfica             |                                      |
| 14   | Pedro                | 4  | 5     | 0.80  | 2022  | C. R. Flamengo            |                                      |
| 15   | Marcos Leonardo      | 4  | 5     | 0.80  | 2025  | Al-Hilal Saudi F. C.      |                                      |
| 16   | Serhou Guirassy      | 4  | 5     | 0.80  | 2025  | Borussia Dortmund         |                                      |
| 17   | Phil Foden           | 4  | 6     | 0.67  | 2023  | Manchester City F. C.     |                                      |
| 18   | Gonzalo García       | 4  | 6     | 0.67  | 2025  | Real Madrid C. F.         |                                      |
| 19   | Tsukasa Shiotani     | 4  | 9     | 0.44  | 2012  | Sanfrecce Hiroshima       | Al-Ain F. C.                         |
| 20   | Sergio Ramos         | 4  | 10    | 0.40  | 2014  | Real Madrid C. F.         | C. F. Monterrey                      |
| 21   | Mohamed Aboutrika    | 4  | 11    | 0.36  | 2005  | Al Ahly S. C.             |                                      |
| 22   | Hussein El Shahat    | 4  | 18    | 0.22  | 2018  | Al-Ain F. C.              | Al-Ahly S. C.                        |
| 23   | Luis Artime          | 3  | 2     | 1.50  | 1971  | C. Nacional de F.         |                                      |
| 24   | Wayne Rooney         | 3  | 2     | 1.50  | 2008  | Manchester United F. C.   |                                      |
| 25   | Rafael Borré         | 3  | 2     | 1.50  | 2018  | C. A. River Plate         |                                      |
| 26   | Hamdou Elhouni       | 3  | 2     | 1.50  | 2019  | Espérance de Tunis        |                                      |
| 27   | José Sasía           | 3  | 3     | 1.00  | 1961  | C. A. Peñarol             |                                      |
| 28   | Nicolas Anelka       | 3  | 3     | 1.00  | 2000  | Real Madrid C. F.         |                                      |
| 29   | Washington Stecanela | 3  | 3     | 1.00  | 2000  | Urawa Red Diamonds        |                                      |
| 30   | Mauricio Molina      | 3  | 3     | 1.00  | 2010  | Seongnam Ilhwa Chunma     |                                      |
| 31   | Baghdad Bounedjah    | 3  | 3     | 1.00  | 2019  | Al-Sadd S. C.             |                                      |
| 32   | André-Pierre Gignac  | 3  | 3     | 1.00  | 2020  | C. F. Tigres de la UANL   |                                      |
| 33   | Luciano Vietto       | 3  | 3     | 1.00  | 2022  | Al-Hilal Saudi F. C.      |                                      |
| 34   | Wessam Abou Ali      | 3  | 3     | 1.00  | 2025  | Al-Ahly S. C.             |                                      |
| 35   | João Pedro           | 3  | 3     | 1.00  | 2025  | Chelsea F. C.             |                                      |
| 36   | Romário da Souza     | 3  | 4     | 0.75  | 2000  | C. R. Vasco da Gama       |                                      |
| 37   | Ronaldinho de Assis  | 3  | 4     | 0.75  | 2006  | F. C. Barcelona           | Atlético Mineiro                     |
| 38   | Erling Haaland       | 3  | 4     | 0.75  | 2025  | Manchester City F. C.     |                                      |
| 39   | Germán Berterame     | 3  | 4     | 0.75  | 2025  | C. F. Monterrey           |                                      |
| 40   | Kenan Yıldız         | 3  | 4     | 0.75  | 2025  | Juventus F. C.            |                                      |
| 41   | Eusébio da Silva     | 3  | 5     | 0.60  | 1961  | S. L. Benfica             |                                      |
| 42   | Pepe Macia           | 3  | 5     | 0.60  | 1962  | Santos F. C.              |                                      |
| 43   | Alessandro Mazzola   | 3  | 5     | 0.60  | 1964  | F. C. Internazionale      |                                      |
| 44   | Rogelio Funes Mori   | 3  | 5     | 0.60  | 2019  | C. F. Monterrey           |                                      |
| 45   | Michael Olise        | 3  | 5     | 0.60  | 2025  | F. C. Bayern              |                                      |
| 46   | Harry Kane           | 3  | 5     | 0.60  | 2025  | F. C. Bayern              |                                      |
| 47   | Flávio Amado *       | 3  | 6     | 0.50  | 2006  | Al Ahly S. C.             |                                      |
| 48   | Hisato Satō          | 3  | 6     | 0.50  | 2012  | Sanfrecce Hiroshima F. C. |                                      |
| 49   | Jesús Manuel Corona  | 3  | 6     | 0.50  | 2012  | C. F. Monterrey           |                                      |
| 50   | Jamal Musiala        | 3  | 6     | 0.50  | 2020  | F. C. Bayern              |                                      |
| 51   | Pedro Neto           | 3  | 6     | 0.50  | 2025  | Chelsea F. C.             |                                      |
| 52   | Raúl González Blanco | 3  | 7     | 0.43  | 1998  | Real Madrid C. F.         |                                      |
| 53   | Romarinho            | 3  | 7     | 0.43  | 2012  | Corinthians               | Al-Jazira S. C., Al-Ittihad S. A. C. |
| 54   | Ahmed Abdel Kader    | 3  | 7     | 0.43  | 2021  | Al-Ahly S. C.             |                                      |
| 55   | Fabián Ruiz          | 3  | 7     | 0.43  | 2025  | Paris Saint-Germain F. C. |                                      |
| 56   | Cole Palmer          | 3  | 7     | 0.43  | 2025  | Chelsea F. C.             |                                      |
| 57   | Percy Tau            | 3  | 10    | 0.30  | 2016  | Mamelodi Sundowns F. C.   | Al-Ahly S. C.                        |
| 58   | Yasser Ibrahim       | 3  | 12    | 0.25  | 2020  | Al-Ahly S. C.             |                                      |
| 59   | Ali Maâloul          | 3  | 12    | 0.25  | 2020  | Al-Ahly S. C.             |                                      |

Nota *: la propia FIFA difiere en sus estadísticas, otorgándole 2 goles o no en la edición de 2006, sumado al tanto anotado en la edición de 2008. - FIFA Club World Cup 2006.

### Premio al mejor jugador
| Edición | Futbolista           | Club              |
| ------- | -------------------- | ----------------- |
| 1980    | Waldemar Victorino   | Nacional          |
| 1981    | Zico                 | Flamengo          |
| 1982    | Jair                 | Peñarol           |
| 1983    | Renato               | Grêmio            |
| 1984    | José Percudani       | Independiente     |
| 1985    | Michel Platini       | Juventus          |
| 1986    | Antonio Alzamendi    | River Plate       |
| 1987    | Rabah Madjer         | Porto             |
| 1988    | Santiago Ostolaza    | Nacional          |
| 1989    | Alberigo Evani       | Milan             |
| 1990    | Frank Rijkaard       | Milan             |
| 1991    | Vladimir Jugović     | Estrella Roja     |
| 1992    | Raí                  | São Paulo         |
| 1993    | Cerezo               | São Paulo         |
| 1994    | Omar Asad            | Vélez Sarsfield   |
| 1995    | Danny Blind          | Ajax              |
| 1996    | Alessandro Del Piero | Juventus          |
| 1997    | Andreas Möller       | Borussia Dortmund |
| 1998    | Raúl                 | Real Madrid       |
| 1999    | Ryan Giggs           | Manchester United |
| 2000    | Edílson              | Corinthians       |
| 2000    | Martín Palermo       | Boca Juniors      |
| 2001    | Samuel Kuffour       | Bayern Múnich     |
| 2002    | Ronaldo              | Real Madrid       |
| 2003    | Matías Donnet        | Boca Juniors      |
| 2004    | Maniche              | Porto             |
| 2005    | Rogério Ceni         | São Paulo         |
| 2006    | Deco                 | Barcelona         |
| 2007    | Kaká                 | Milan             |
| 2008    | Wayne Rooney         | Manchester United |
| 2009    | Lionel Messi         | Barcelona         |
| 2010    | Samuel Eto'o         | Internazionale    |
| 2011    | Lionel Messi         | Barcelona         |
| 2012    | Cássio Ramos         | Corinthians       |
| 2013    | Franck Ribéry        | Bayern Múnich     |
| 2014    | Sergio Ramos         | Real Madrid       |
| 2015    | Luis Suárez          | Barcelona         |
| 2016    | Cristiano Ronaldo    | Real Madrid       |
| 2017    | Luka Modrić          | Real Madrid       |
| 2018    | Gareth Bale          | Real Madrid       |
| 2019    | Mohamed Salah        | Liverpool         |
| 2020    | Robert Lewandowski   | Bayern Múnich     |
| 2021    | Thiago Silva         | Chelsea           |
| 2022    | Vinícius Júnior      | Real Madrid       |
| 2023    | Rodri Hernández      | Manchester City   |
| 2025    | Cole Palmer          | Chelsea           |

## Antecedentes
El trofeo conocido como la "pequeña" Copa del Mundo (oficialmente "Series-Mundiales") es considerado el precedente inmediato de las competiciones intercontinentales de clubes. Fue un torneo internacional organizado por un importante grupo privado de empresarios venezolanos, por lo que no cuenta con rango de competición oficial. La competición tenía lugar en el Estadio Olímpico de Caracas (Venezuela), y se disputó entre 1952 y 1957, aunque ganaría mayor peso y notoriedad a partir de 1953 con la desaparición de la Copa Internacional de Clubes Campeones, conocida como Copa Internacional de Río (1951-1952) y que tuvo un precedente en 1950 (Torneo Internacional de Caracas de 1950).

En marzo de 2007, tras solicitar los dirigentes de Palmeiras el reconocimiento de la edición de 1951 de la Copa Internacional Río, la FIFA lo habría considerado "el primer torneo entre clubes europeos y de América del Sur en todo el mundo" y primer campeonato mundial de clubes oficial con un fax firmado por el secretario Urs Linsi. El 26 de abril, la FIFA informó que aún no había culminado el proceso para tomar esta decisión y que hasta ahora el tema fue tratado apenas en un nivel administrativo por la secretaría general, pero que frente a la importancia y complejidad del asunto debería ser sometido al Comité Ejecutivo de la Federación. En diciembre de ese mismo 2007 negó este reconocimiento, também porque, muchos equipos que ganaron torneos similares, enviaron solicitudes de formalización.

Pequeña Copa del Mundo de Clubes.

En 2013 la FIFA, por mano de otro secretario Jérôme Valcke, después otras solicitudes, reconoció nuevamente por fax de la secretaría (ergo temporalmente) la competencia como una Copa Mundial oficial, escribiendo también: "A fin de asegurar que todos los archivos de este campeonato estén actualizados, circularemos una copia de esta carta internamente en la FIFA y actualizaremos nuestros archivos en FIFA.com."
Todo esto no sucedió y en 2014 la FIFA después de una reunión del Comité Ejecutivo en Río de Janeiro, reconoció a la Copa Río como la primera competición de clubes a nivel mundial y Palmeiras como el ganador, entonces no como el campeón del mundo. El concepto fue reiterado en enero de 2017.
A pesar de esto, aficionados y periodistas "interpretan" el tema a propia voluntad. Sin embargo, a fecha de 2017 la FIFA expresó que únicamente reconocía a la Copa Intercontinental dentro de los clubes campeones del mundo oficiales. El estatus tampoco es reconocido a la fecha para la Pequeña Copa del Mundo de Clubes. Dicho reconocimiento y estatus le fue otorgado a la Copa Intercontinental (organizada por UEFA y Conmebol) el 27 de octubre de 2017, como oficial predecesora y definitoria del título de campeón del mundo de la FIFA.
En abril de 2019, el presidente de la FIFA, Gianni Infantino, entrevistado por los medios de comunicación brasileños, reiteró una vez más que para la federación mundial, solo los ganadores de la Copa Intercontinental y la Copa Mundial de Clubes son oficialmente campeones mundiales.

"Ya hemos decidido dar el título de campeón mundial a todos los que han ganado la Copa entre Europa y América del Sur desde 1960. 1951 está un poco más atrás".
Gianni Infantino, presidente de la FIFA. Brasilia, 9 de abril 2019.

"El título mundial de Palmeiras... Para milagros, tienes que preguntar a otro, no a mí..."
Gianni Infantino, presidente de la FIFA. Brasilia, 9 de abril 2019.

A pesar de que en la actualidad los títulos de Series-Mundiales (Pequeña Copa del Mundo de Clubes) y su precedente, la Copa Internacional de Clubes Campeones (Copa Internacional de Río), no hayan sido oficializados por FIFA, aunque sí mencionadas como predecesoras de la vigente competición, se trataba de un título importante en la época, que designaba de forma oficiosa al campeón del mundo de clubes durante la década de los cincuenta del siglo XX, al no existir competiciones intercontinentales oficiales de esa índole; clasificados, en la parte europea, a través de las competiciones europeas existentes entonces (Copa Latina y Copa Mitropa).
Palmarés de la Copa Internacional de Clubes Campeones y la "Pequeña" Copa Mundial de Clubes, considerados antecedentes de los torneos de Copa Mundial de Clubes
| Edición                                                            | Campeón                                                            | Resultado                                                          | Subcampeón                                                         | Tercer puesto                                                      | Resultado                                                          | Cuarto puesto                                                      |
| Copa Internacional de Clubes Campeones (Copa Internacional de Río) | Copa Internacional de Clubes Campeones (Copa Internacional de Río) | Copa Internacional de Clubes Campeones (Copa Internacional de Río) | Copa Internacional de Clubes Campeones (Copa Internacional de Río) | Copa Internacional de Clubes Campeones (Copa Internacional de Río) | Copa Internacional de Clubes Campeones (Copa Internacional de Río) | Copa Internacional de Clubes Campeones (Copa Internacional de Río) |
| ------------------------------------------------------------------ | ------------------------------------------------------------------ | ------------------------------------------------------------------ | ------------------------------------------------------------------ | ------------------------------------------------------------------ | ------------------------------------------------------------------ | ------------------------------------------------------------------ |
| 1951                                                               | S. E. Palmeiras                                                    | 1–0 y 2-2                                                          | Juventus F. C.                                                     | C. R. Vasco da Gama                                                | —                                                                  | F. K. Austria Viena                                                |
| 1952                                                               | Fluminense F. C.                                                   | 2–0 y 2-2                                                          | S. C. Corinthians                                                  | F. K. Austria Viena                                                | —                                                                  | C. A. Peñarol                                                      |
| Series Mundiales (Pequeña Copa del Mundo de Clubes)                |                                                                    |                                                                    |                                                                    |                                                                    |                                                                    |                                                                    |
| 1952                                                               | Real Madrid C. F.                                                  | —                                                                  | Botafogo F. R.                                                     | Millonarios F. C.                                                  | —                                                                  | La Salle F. C.                                                     |
| 1953 (invierno)                                                    | Millonarios F. C.                                                  | —                                                                  | C. A. River Plate                                                  | S. K. Rapid Viena                                                  | —                                                                  | R. C. D. Español                                                   |
| 1953 (verano)                                                      | S. C. Corinthians                                                  | —                                                                  | A. S. Roma                                                         | C. F. Barcelona                                                    | —                                                                  | Caracas XI                                                         |
| 1955                                                               | São Paulo F. C.                                                    | —                                                                  | Valencia C. F.                                                     | S. L. Benfica                                                      | —                                                                  | La Salle F. C.                                                     |
| 1956                                                               | Real Madrid C. F.                                                  | —                                                                  | C.R. Vasco da Gama                                                 | F.C. Porto                                                         | —                                                                  | A.S. Roma                                                          |
| 1957                                                               | F. C. Barcelona                                                    | —                                                                  | Botafogo F. R.                                                     | Sevilla F. C.                                                      | —                                                                  | C. Nacional de F.                                                  |

### Anexos
- Clubes europeos ganadores de competiciones internacionales
- Clubes sudamericanos ganadores de competiciones internacionales
- Clubes ganadores de competiciones internacionales a nivel confederativo e interconfederativo
- Selecciones de fútbol campeonas del mundo